# Râches
Râches és un municipi francès, situat a la regió dels Alts de França, al departament del Nord. L'any 2006 tenia 5.365 habitants. Limita al nord amb Faumont, a l'est amb Flines-lez-Raches, al sud-est amb Anhiers, al sud amb Douai, al sud-oest amb Roost-Warendin i al nord-oest amb Raimbeaucourt.

## Demografia
| Evolució de la població Cassini i INSEE |      |      |      |       |       |       |       |       |
| 1793                                    | 1800 | 1806 | 1821 | 1831  | 1836  | 1841  | 1846  | 1851  |
| 697                                     | 773  | 809  | 909  | 1 006 | 1 131 | 1 146 | 1 220 | 1 305 |

| 1856  | 1861  | 1866  | 1872  | 1876  | 1881  | 1886  | 1891  | 1896  |
| ----- | ----- | ----- | ----- | ----- | ----- | ----- | ----- | ----- |
| 1 390 | 1 554 | 1 615 | 1 602 | 1 526 | 1 613 | 1 676 | 1 574 | 1 701 |

| 1901  | 1906  | 1911  | 1921  | 1926  | 1931  | 1936  | 1946  | 1954  |
| ----- | ----- | ----- | ----- | ----- | ----- | ----- | ----- | ----- |
| 1 779 | 1 814 | 1 875 | 1 771 | 1 949 | 1 910 | 1 903 | 2 005 | 2 065 |

| 1962  | 1968  | 1975  | 1982  | 1990  | 1999  | 2006 | 2011 | 2016 |
| ----- | ----- | ----- | ----- | ----- | ----- | ---- | ---- | ---- |
| 2 074 | 2 019 | 2 148 | 2 512 | 2 385 | 2 813 | -    | -    | -    |

| 2019 | - | - | - | - | - | - | - | - |
| ---- | - | - | - | - | - | - | - | - |
| -    | - | - | - | - | - | - | - | - |

## Administració
| Període | Identitat    | Partit |
| ------- | ------------ | ------ |
| 2001-   | Alain Segond |        |